# Asota enganensis
Asota enganensis là một loài bướm đêm trong họ Erebidae.